# Heterophrynus cheiracanthus
Espèce
Synonymes
- Phrynus cheiracanthus Gervais, 1842

Heterophrynus cheiracanthus est une espèce d'amblypyges de la famille des Phrynidae.

## Distribution
Cette espèce se rencontre au Guyana, à Trinité-et-Tobago, au Venezuela et au Brésil.

## Description
La femelle décrite par Chirivi-Joya, Moreno-González et Fagua en 2020 mesure 21,3 mm.

## Publication originale
- Gervais, 1842 : Entomologie. L'Institut, Journal Universel des Sciences et des Sociétés Savantes en France et à l'Étranger, 1re Section, no 10, p. 76.